# غراهام كاري
غراهام كاري (بالإنجليزية: Graham Carey) (20 مايو 1989 جمهورية أيرلندا - ) هو لاعب كرة قدم أيرلندي يلعب كمدافع.

## روابط خارجية
- غراهام كاري على موقع قاعدة بيانات كرة القدم.إي يو (الإنجليزية)
- غراهام كاري على موقع Soccerbase.com (لاعب) (الإنجليزية)
- غراهام كاري على موقع Soccerway.com (الإنجليزية)